# Множественное открытие
Множественное открытие — гипотеза о том, что большинство научных исследований и изобретений делаются независимо и более или менее одновременно несколькими учёными и изобретателями. Понятие множественного открытия противоположно традиционному взгляду — «героической теории» изобретений и открытий.

## Малтиплы (multiples)
Когда ежегодно анонсируется список Нобелевских лауреатов, особенно в области физики, химии, физиологии и медицины, экономики, всё чаще вместо лауреатов-одиночек выдвигается двое или (максимально возможное число) трое, сделавших независимо одно и то же открытие — все они имеют право на научный приоритет.
Историки и социологи отмечают распространенность в науке «множественных независимых открытий». Роберт Мертон определял такие «малтиплы» (multiples) как случай, в котором открытие было сделано каждым независимо работающим учёным. «Иногда открытия происходит одновременно или почти одновременно; иногда ученые делают открытия, не зная о том, что другие уже сделали их годы назад».
Обычно приводимые примеры множественных независимых открытий:
- формализация дифференциального и интегрального исчисления в XVII веке Исааком Ньютоном, Готфридом Лейбницем и другими (описано Рупертом Холлом[4]);
- закон Бойля — Мариотта, независимо открытый двумя учёными в XVII веке;
- открытие в XVIII веке кислорода Карлом Шееле, Джозефом Пристли, Антуаном Лавуазье и другими;
- неевклидова геометрия, независимо развитая в начале XIX века Н. И. Лобачевским в России, Яношем Бойяи в Венгрии и Гауссом в Германии;
- теория эволюции видов, независимо развитая в XIX веке Чарльзом Дарвином и Альфредом Уоллесом.

Множественные независимые открытия не ограничены только приведёнными выше историческими примерами с научными гигантами. Мертон верил, что множественные открытия, в отличие от одиночных, в науке являются нормальными. Мертон различал «множественные» и «одиночные» открытия (то есть открытия, которые были сделаны одним учёным или группой работающих вместе учёных).
Гипотеза Мертона также широко обсуждается в книге Харриета Цукермана Scientific Elite («Научная элита»).

## Механизм
В истории науки множественные открытия свидетельствуют в пользу эволюционных моделей науки и технологии, таких как меметика (наука о само-воспроизводящихся элементах культуры), эволюционная эпистемология (которая применяет идеи биологической эволюции для изучения роста человеческих знаний) и теория культурного отбора (которая изучает социальную и культурную эволюцию на дарвиновский манер).
Вдохновлённая рекомбинантной ДНК «парадигма парадигм» описала механизм «рекомбинантной концептуализации». Эта парадигма утверждает, что новая идея появляется путём скрещивания уже существующих идей и фактов. Именно это имеется в виду, когда говорят, что на одного учёного или художника повлиял другой — этимологически, идеи последователя «текли в уме» предшественника. Конечно, не все образованные таким образом новые идеи жизнеспособны: адаптируя фразу социал-дарвиниста Герберта Спенсера, выживают только подходящие идеи.
Множественные независимые открытия и изобретения, как открытия и изобретения в целом, были стимулированы развитием средств коммуникаций: дорог, транспорта, парусных судов, письменности, книгопечатания, образования, телеграфа, масс-медиа, включая интернет. Изобретение Гутенбергом книгопечатания (что само по себе вызвало несколько отдельных изобретений) по существу содействовало переходу из Средних веков в Новое время. Все эти исследования катализировали и ускорили процесс рекомбинантной концептуализации, и, таким образом, множественных независимых открытий.

## Гуманитарные науки
Спорно, что в отношении множественных открытий наука и искусство схожи. Когда двое учёных независимо делают одно открытие, их работы не идентичны.
Парадигма рекомбинантной концептуализации, если шире, рекомбинантных случаев, которая объясняет множественные открытия в науке и искусствах, также объясняет феномен исторического повторения, где схожие события отмечены в историях удалённых в географическом и временном смысле стран. Это повторение шаблонов даёт возможность прогнозирования, и, таким образом, дополнительной аргументированности, в исторических изысканиях.